# Projet de fusion entre les Hauts-de-Seine et les Yvelines
La fusion des départements des Yvelines et des Hauts-de-Seine est un projet de réforme structurelle administrative visant à supprimer les deux départements au profit d'un département unique.

## Historique
La réforme des collectivités territoriales de 2008, adoptée par le Parlement français, permet d'engager des réflexions sur un rapprochement entre les deux départements.
La mise en œuvre du projet démarre le 12 janvier 2016 avec une première annonce de rapprochement, suivi le 5 février 2016 par la création d'un établissement public de coopération interdépartementale. Les objectifs alors affichés sont de faire des économies, mais aussi de faire concurrence à un éventuel projet de fusion de Paris avec les 3 départements de la petite couronne. Dans l'attente d'une concrétisation du projet, plusieurs services interdépartementaux emploient déjà une appellation provisoire « Seine-et-Yvelines ».
Le 14 octobre 2016, les deux assemblées départementales approuvent de premiers transferts de compétences vers le nouvel établissement public départemental. En juin 2017, les mêmes assemblées approuvent une délibération demandant à l'État la fusion des deux départements.
La fusion, initialement programmée pour fin 2017, n'est cependant pas appliquée, le gouvernement en place à partir de 2017 s'y montrant défavorable,. En effet, le 17 juillet 2017, en parallèle de la Conférence nationale des territoires, un expert anonyme affirme à la presse que Gérard Collomb, ministre de l’Intérieur, serait contre la fusion du département des Yvelines et des Hauts-de-Seine car elle irait « contre l’intérêt général »
Début 2019, le projet est toujours d'actualité malgré les réticences du gouvernement ; les deux départements continuent de renforcer peu à peu la mutualisation de leurs services. Parmi ces services, le syndicat mixte ouvert (SMO) Yvelines Numérique qui organise le déploiement de l'Accès à Internet à très haut débit (THD) et développe des services numériques sur le territoire, devient Seine-et-Yvelines Numérique en décembre 2019.
En 2021, le projet de fusion entre les Hauts-de-Seine et les Yvelines n'est « plus à l'ordre du jour », mais la coopération et les mutualisations de service sont maintenues.
En janvier 2023, Pierre Bédier, président du Conseil départemental des Yvelines, affirme toutefois que le projet est toujours d'actualité.